# Catherine Booth-Clibborn

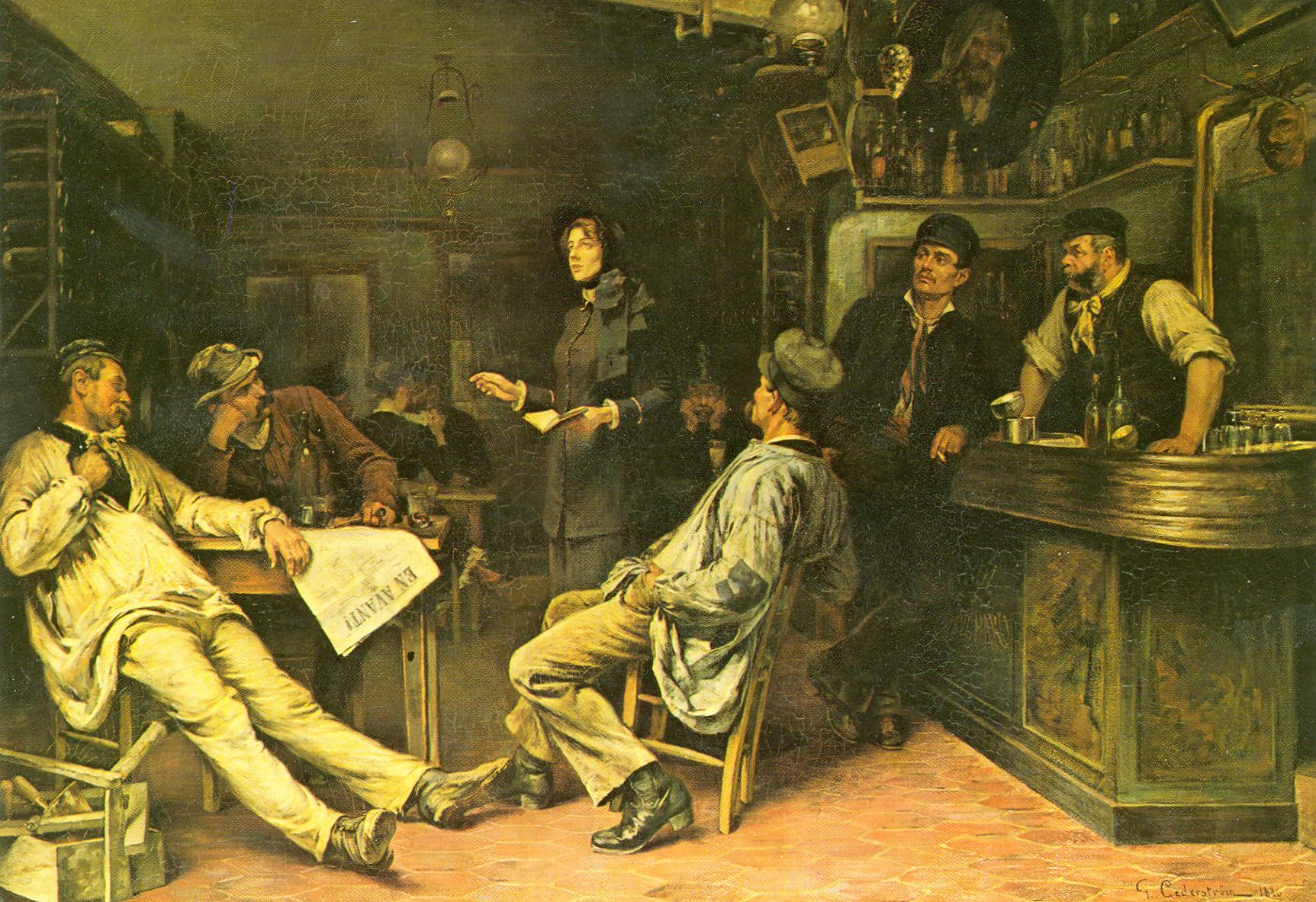
Gustaf Cederströms Tavla Frälsningsarmén med "Marskalken" avbildad

Catherine Booth-Clibborn, född 1858, död 1955 var en engelsk frälsningsofficer
Hon var William och Catherine Booths äldsta dotter, även kallad "Marskalken", och utnämndes 1881 av sin far till "marskalk av Frankrike" och sändes dit för att "öppna eld". Även Schweiz ingick i hennes verksamhetsområde. Hon gifte sig 1887 med sin chefssekreterare Arthur S Clibborn. Efter femton år förflyttades hon till Nederländerna. 1902 gick hon tillsammans med sin man ur frälsningsarmén och ägande sig därefter åt fri evangelisk verksamhet.
Hon finns avbildad på en tavla av Gustaf Cederström.

## Sånger
- Guds rena lamm, jag flyr till dig